# Synedoida marbosa
Synedoida marbosa là một loài bướm đêm trong họ Erebidae.